# Jovanka Radičević
Jovanka Radicevic (Montenegrijns: Јованка Радичевић) (Titograd, 23 oktober 1986) is een Montenegrijnse handbalspeler.

## Carrière

### Club
Jovanka Radičević speelde in het begin van haar carrière zes seizoenen voor de Montenegrijnse eersteklasser ŽRK Budućnost Podgorica, waarmee ze nationaal meerdere keren de competitie en beker won. Internationaal won ze met Budućnost de Europacup II, in 2006 en 2010. In de zomer van 2011 tekende ze een contract bij de Hongaarse topclub Győri ETO KC. Met Győri ETO KC won ze het Hongaarse kampioenschap in 2012 en 2013 en de Hongaarse beker in 2012. In het seizoen 2011/12 slaagde Radičević er met Győri in om de finale van de Champions League te halen, die echter gewonnen werd door haar voormalige club ŽRK Budućnost Podgorica. Een seizoen later bereikte ze met Győri opnieuw de finale van de EHF Champions league en deze keer werd die finale gewonnen van tegenstander Larvik HK. In de zomer van 2013 stapte Radičević over naar de Macedonische club ŽRK Vardar SCBT, waarmee ze het kampioenschap won in 2014, 2015, 2016, 2017 en 2018 en de Macedonische beker in 2014, 2015, 2016, 2017 en 2018. In het seizoen 2018/19 stond ze onder contract bij de Roemeense eersteklasser CSM Bucuresti, waarmee ze de Roemeense beker won. Daarna keerde ze terug naar ŽRK Budućnost Podgorica. Met Budućnost won ze de nationale dubbel in 2020 en 2021. In het seizoen 2021/22 speelde Radičević voor de Turkse eersteklasser Kastamonu Belediyesi GSK, waarmee ze zowel het Turkse kampioenschap als de Turkse beker binnenhaalde. In de zomer van 2022 stapte Radičević over naar de Sloveense topclub RK Krim.

### Nationaal team
Radičević speelt Montenegrijnse nationale team. In de zomer van 2012 nam Radičević met Montenegro deel aan de Olympische Spelen in Londen, waar ze de zilveren medaille won. In december van dat jaar won ze met Montenegro de Europese titel. Bij dat EK werd ze bovendien geselecteerd voor het All-Star-team. Ze behoorde ook tot Montenegrijnse selecties voor de Olympische Spelen van 2016 in Rio de Janeiro, het WK 2017 en het EK 2018.
Tijdens de openingsceremonie van de Olympische Spelen van 2020 droeg Radičević samen met waterpolospeler Draško Brguljan de vlag van Montenegro.